# Mirna vas
Mirna vas – wieś w Słowenii, w gminie Mokronog-Trebelno. W 2018 roku liczyła 52 mieszkańców.